# Jo van Ammers-Küller

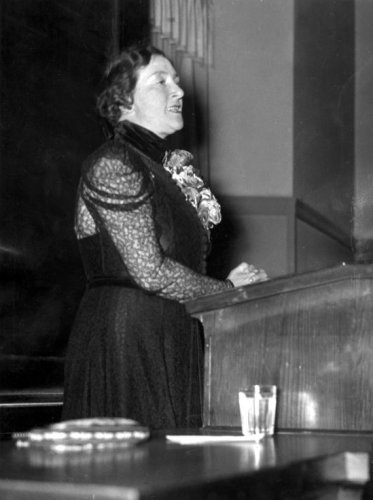
Jo van Ammers-Küller (1937)

Johanna van Ammers-Küller (geboren am 13. August 1884 in Noordeloos als Johanna Küller; gestorben am 23. Januar 1966 in Bakel) war eine niederländische Schriftstellerin.

## Leben
Johanna Küller, genannt Jo, stammte aus einer prominenten Anwalts- und Ärztefamilie und wuchs als einziges Kind ihrer Eltern in Delft auf. Bereits als Kind verfasste sie Theaterstücke und Geschichten und führte sie mit Verwandten und Freundinnen auf. Im Alter von 14 Jahren veröffentlichte sie ihre erste Erzählung. Mit 21 Jahren heiratete sie 1906 Rudolf van Ammers (1881–1941), mit dem sie nach London zog und zwei Söhne bekam. Erst 1912 veröffentlichte sie wieder ein Stück und schrieb in den nächsten neun Jahren zwei weitere Dramen und einen Roman. International bekannt wurde Ammers-Küller Mitte der 1920er Jahre mit ihren erfolgreichen Romanen über das Leben der bürgerlichen holländischen Mittelschicht in der Zeit nach dem Ersten Weltkrieg. Ihre Bekanntheit nutzte sie für ausgedehnte Reisen durch Europa und in die Vereinigten Staaten, wo sie unter anderem Franklin D. Roosevelt traf. Viele ihrer Historien- und Familienromane spielen in großbürgerlichen Kreisen und haben Liebe, Ehe und die Frauenemanzipation zum Thema. Ihre Bücher wurden in zwölf Sprachen übersetzt, vor allem ins Deutsche, unter anderem von Franz Dülberg und Eva Schumann, aber auch ins Englische, Tschechische und Polnische.
Jo van Ammers-Küller lebte lange in England und Frankreich. Ihre prodeutsche Haltung, verbunden mit ihrer enthusiastischen Befürwortung des Nationalsozialismus in der Zeit vor dem Zweiten Weltkrieg sowie während der deutschen Besetzung der Niederlande zwischen 1940 und 1945, führte nach der Befreiung zu einem Publikationsverbot, welches sie durch ein Pseudonym („Adriaan Hulshoff“) zu umgehen suchte. Dies wurde zwar bekannt, aus Mangel an Beweisen wurde sie jedoch vor Gericht freigesprochen. Ihre Vorkriegs-Popularität gewann sie auch international nicht zurück.

## Schriften
- Roman eines Studenten (De roman van een student), 1914
- Die Frauen der Coornvelts (De opstandigen), 1925, Trilogie
- Der Stille Kampf (De verzwegen stryd), 1928
- Tantalus – Ein Eheroman (Tantalus), 1928
- Maskerade (Maskerade), 1929
- Frauenkreuzzug (Vrouwen-kruistocht) 1930
- Der Apfel und Eva (De appel en Eva), 1932
- Bedeutende Frauen der Gegenwart (Twaalf interessante vrouwen), 1933 (12 Biographien, unter anderem über Rosa Manus, Mary Wigman, Elsa Brändström, Yvette Guilbert)
- Das Haus Tavelinck (Heeren, knechten en vrouwen. De geschiedenis van een Amsterdamse regentenfamilie in de jaren 1778 tot 1813 = „Tavelinck-trilogie“), 1934–1938, Trilogie
  - Teil 1: Herren, Knechte, Frauen (De patriotten, 1778–1787).
  - Teil 2: Tanz um die Guillotine (De Sans-Culotten, 1792–1795).
  - Teil 3: Die Treue der Tavelincks (De getrouwen, 1799–1813).
- Elzelina (Elzelina, de geschiedenis van een Hollandsche vrouw in de jaren 1776–1845), 1940
- Ma, 1943
- Erlebtes und Erschautes aus Niederländisch-Indien, 1943, Meinhold Verlagsgesellschaft Dresden
- als Adriaan Hulshoff (Pseudonym): Dorstig paradijs. Een Curaçaose roman. Strengholt, Amsterdam 1949
- Kolibri auf Goldenem Nest (De kolibrie op het gouden nest), 1951, Romanbiographie zu Karl Wilhelm Naundorff
- Prinz Inkognito, 1960, Fackelverlag